# NGC 4997
NGC 4997 é uma galáxia elíptica (E-S0) localizada na direcção da constelação de Virgo. Possui uma declinação de -16° 30' 55" e uma ascensão recta de 13 horas, 09 minutos e 51,6 segundos.